# Христианство в Индонезии
Христианство в Индонезии — одна из религий, представленных в стране.
Данные о численности индонезийских христиан весьма разнятся. По данным исследовательского центра Pew Research Center в 2010 году в Индонезии проживало 21,16 млн христиан, которые составляли 8,8 % населения этой страны. Энциклопедия «Религии мира» Дж. Г. Мелтона оценивает долю христиан в 2010 году в 12,1 % (29 млн верующих).
Крупнейшим направлением христианства в стране является протестантизм. В 2000 году в Индонезии действовало 47,8 тыс. христианских церквей и мест богослужения, принадлежащих 264 различным христианским деноминациям.